# جاده ۵۱ ایالات متحده آمریکا
جاده ۵۱ ایالات متحده آمریکا (انگلیسی: U.S. Route 51) یکی از بزرگراه‌های اصلی سیستم بزرگراهی ایالت متحده آمریکا است که به طول ۲۰۵۵ کیلومتر از لاپلاس، لوئیزیانا شروع و در هورلی، ویسکانسین به پایان می‌رسد. این بزرگراه جنوب آمریکا را به شمال این کشور متصل می‌کند.

## نگارخانه

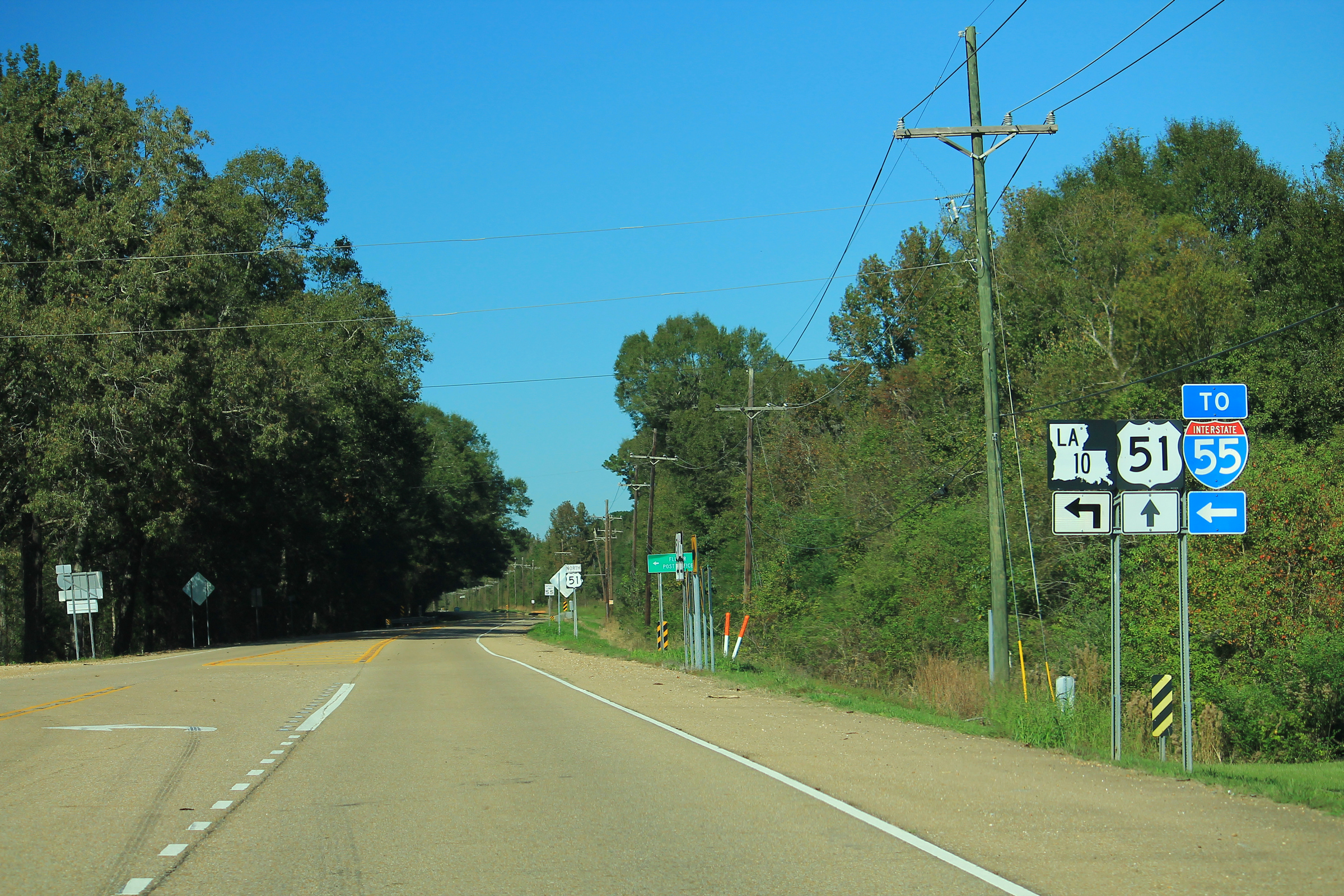
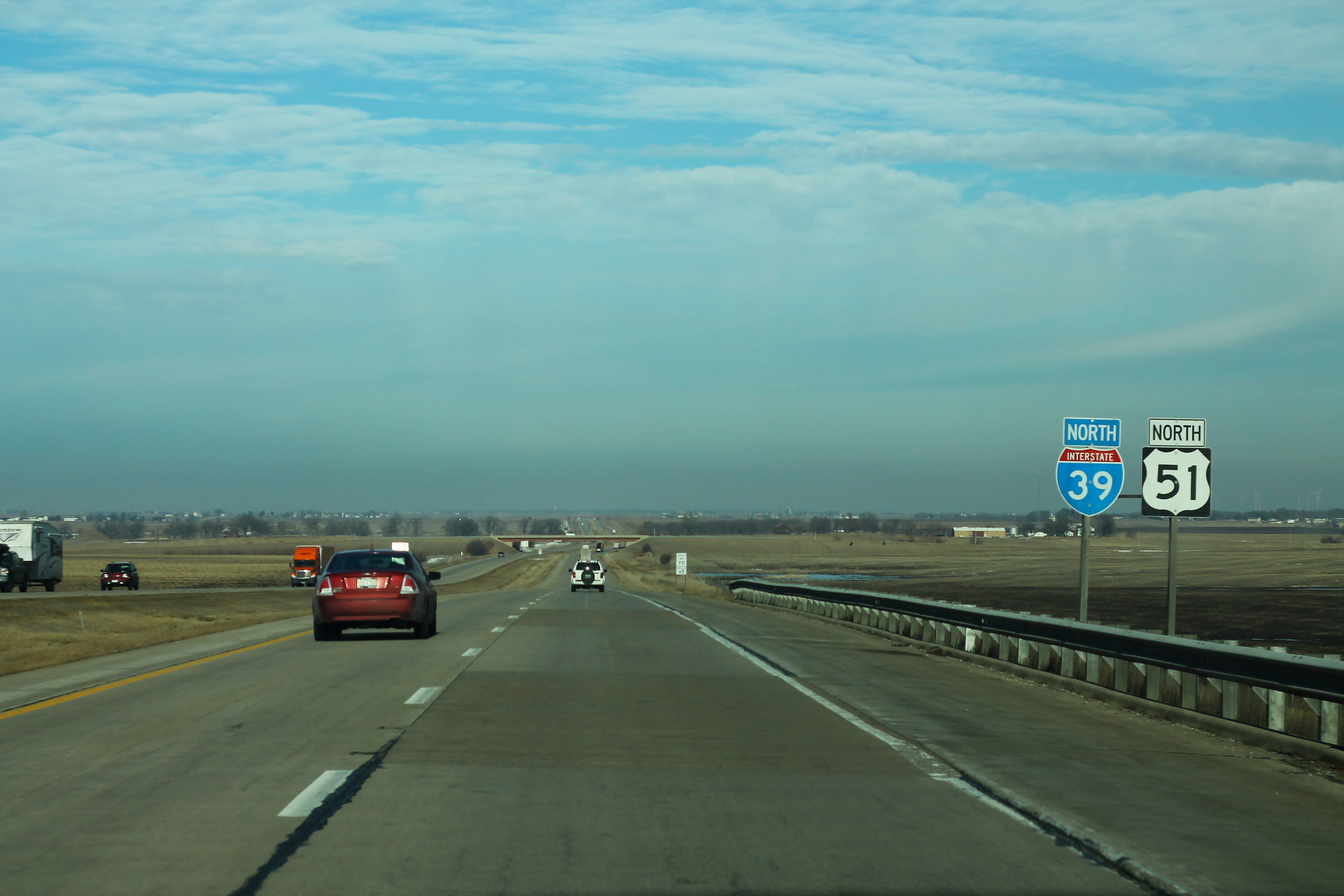
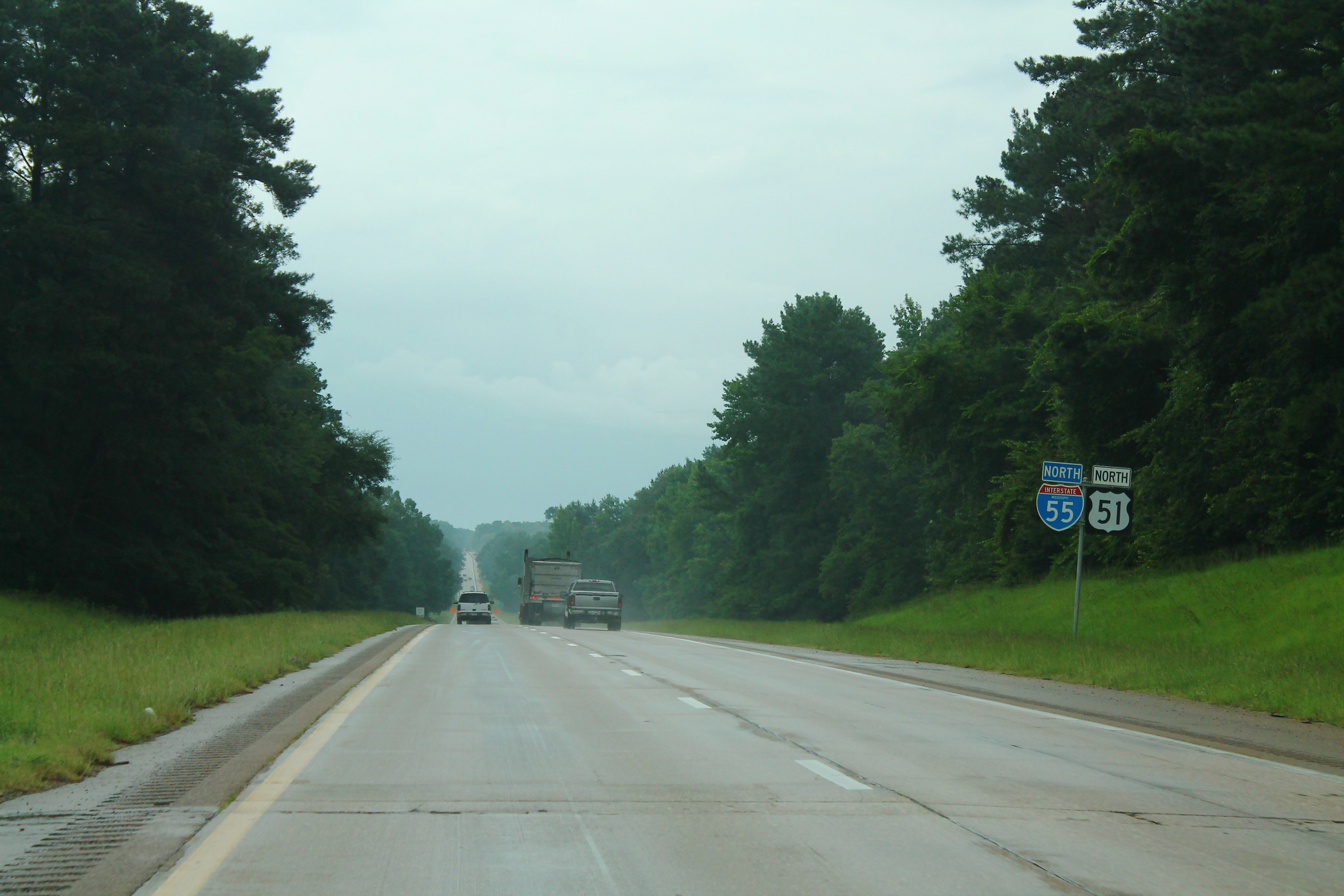
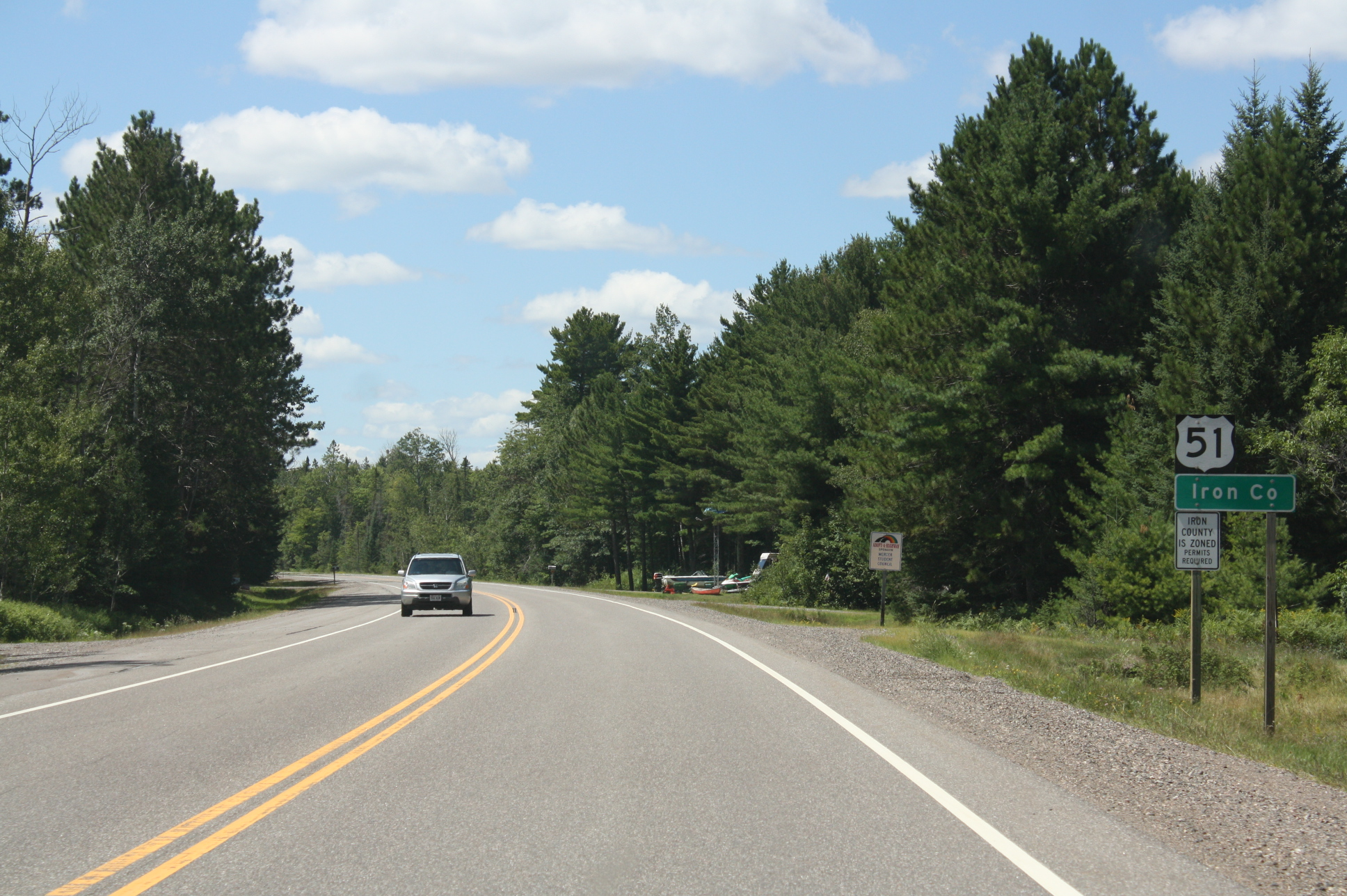